# 伍氏肩鰓䲁
伍氏肩鰓䲁（學名：Omobranchus woodi），為輻鰭魚綱鳚形目䲁科肩鰓䲁屬的一種，分布於西印度洋及東南大西洋南非納塔爾至斯瓦特夫萊海域，本魚體延長，略側扁，頭短鈍，身體有前面地的不規則的暗色條紋，在眼後面的深色斑塊，背鰭硬棘11-13枚、背鰭軟條19-21枚、臀鰭硬棘2枚、臀鰭軟條20-22枚，體長可達8公分，棲息在沿海淺水域，雌魚產附著性卵，雄魚有護卵行為，幼魚為浮游性，生活習性不明。